# Чешки Тјешин
Чешки Тјешин (чеш. Český Těšín, пољ. Czeski Cieszyn) град је у Чешкој Републици, у оквиру историјске покрајине Шлеске. Чешки Тјешин је град који припада управној јединици Моравско-Шлески крај, у оквиру којег се налази у округу Карвина.
Град је један од најзначајнијих и најфреквентнијих граничних прелаза измећу Чешке Републике и Пољске.

## Географија
Чешки Тјешин се налази у крајње североисточном делу Чешке Републике, на самој граници са Пољском - река Олжа га дели од пољског града Ћешина. Град је удаљен 400 км источно од главног града Прага, а од првог већег града, Остраве, 50 км југоисточно.
Град Чешки Тјешин се налази у чешком делу Тјешинске Шлеске, која источним делом припада Пољској. Град лежи на реци Олжи, а јужно од њега издиже се планински масив Бескида. Надморска висина града је око 270 м.

## Историја
Подручје Чешког Тјешина било је насељено још у доба праисторије. Насеље под називом Тјешин-Ћешин први пут се у писаним документима спомиње у 1155. године Насеље је 1290. године добило градска права.
Данашњи град је настао 1920.године, поделом града Ћешина на део који је припао Чехословачкој и део који је припао Пољској. Истом приликом, на исти начин подељено је и цело Тјешинско војводство. Граница је ишла по реци Олжи, кроз средиште Тјешина. Подела се неповољно одразила на развој града. Међутим, већина месног становништва су били Пољаци, који се нису лако мирили са одвојеношћу од матице. Стога је 1938. године Чешки Тјешин, заједно са остатком тзв. Заолжја, оцепљен од Чехословачке и припојено Пољској, истовремено са издвајањем Судетских области. У октобру дате године Чешки Тјешин је окупирала пољска војска и он је спојен са пољским делом града, као Западни Тјешин. 1941. године је (у делу града Контешинец изграђен заробљенички логор Сталаг VIII Д. После Другог светског рата град је поново враћен Чехословачкој. У време комунизма град је нагло индустријализован. Након ослобођења 1945. године, град је поново подељен и мостови преко реке између оба Тјешина постали су најзначајнији прелази између Чешке и Пољске. После осамостаљења Чешке дошло је до опадања активности тешке индустрије и до проблема са преструктурирањем привреде.

## Становништво
Чешки Тјешин данас има око 26.000 становника и последњих година број становника у граду лагано расте. Поред Чеха у граду живе и Пољаци (16,1%), као и Словаци (4,4%) и Роми.
Пољаци чине традиционално становништво у области. Зато је овај град један од најзначајнијих центара пољске мањине и седиште је већине пољских организација у Чешкој.

## Слике градских грађевина
- Река Олжа и оба Тјешина
- Главна улица
- Римокатоличка црква
- Градска гимназија

## Партнерски градови
- Ћешин
- Рожњава